# Death Note
Death Note – Zápisník smrti (japonsky デスノート, Desu Nóto, anglicky Death Note) je japonská manga, kterou napsal Cugumi Óba a nakreslil Takeši Obata (ilustrátor mangy Hikaru no go). Příběh se poprvé objevil v časopise Šúkan šónen Jump na konci roku 2003 a později začal vycházet jako tankóbon s celkem 12 díly. V roce 2006 vzniklo 37dílné anime zpracování, v tomtéž roce pak hraný film (rozdělený na dvě části) a v roce 2008 další, v letech 2007 a 2008 dva anime filmy a několik her pro Nintendo DS konzoli. V Americe se manga několikrát umístila v žebříčku nejprodávanějších titulů. V roce 2017 vznikl hraný film od Netflixu. 
Příběh sleduje středoškolského studenta Lighta Yagamiho, který najde tajemný zápisník s nadpřirozenou mocí. Tento deník původně patřil šinigamimu (v českém překladu mangy od nakladatelství CREW je používán termín smrtonoš) Rjúkovi, který jej záměrně upustil do světa lidí. Majitel zápisníku je schopen zabít jakéhokoliv člověka na Zemi, pokud zná jeho jméno a tvář. Light se rozhodne očistit svět od zla a stvořit nový svět, ve kterém bude vládcem, proto začne zabíjet zločince a potírat veškerou kriminalitu. Jeho činnosti si však brzo všimne policie a s ní i světoznámý detektiv přezdívaný L. 

## Příběh
Hlavní hrdina příběhu, Light Yagami, je velmi inteligentní a nadaný středoškolský student z Japonska. Light jednoho dne našel na dvoře školního pozemku černý sešit, označený jako „Zápisník smrti“ (v originále Death Note), který do světa lidí úmyslně upustil šinigami (v oficiálním českém překladu mangy je používán termín smrtonoš) jménem Rjúk. Light zjistí (z pravidel, která byla napsána v zápisníku), že majitel tohoto sešitu dokáže zabít jakéhokoliv člověka na Zemi, pokud zná jeho jméno a obličej. Po prvotní nedůvěře se Light přesvědčí, že zápisník skutečně funguje a záhy se rozhodne stvořit „nový svět“, ve kterém neexistuje kriminalita a všichni zločinci jsou okamžitě potrestáni. Light proto začíná do zápisníku psát jména všech těžkých zločinců, kteří byli ohlášeni v televizních zprávách, a ti pak okamžitě zemřou na srdeční selhání.
Brzy se Lightovi ukáže bývalý majitel zápisníku — šinigami Rjúk — a od té doby s ním zůstane, přičemž se zájmem sleduje každý jeho krok za velkolepým cílem. Zároveň ale nezvykle vysoký počet úmrtí zločinců začne řešit policie a s ní i vrchní policejní vyšetřovatel Sóičiró Yagami, Lightův otec. Ten společně s dalšími policisty začne pátrat po Kirovi (přezdívka, kterou lidé, kteří začínají sympatizovat s jeho zabíjením, na internetu Lighta označili; z anglického slova „killer“ - zabiják) pod vedením záhadného L, nejlepšího detektiva na světě, jemuž státy svěřují nejtěžší případy. L totiž podle první „infarktové vraždy“ odhalil, že Kira se nachází v Japonsku, a proto zde nechá zřídit centrálu vyšetřování. Light, resp. Kira, jenž se připojí přes domácí síť do otcova počítače, zjišťuje aktuální informace a postup policie, a tak se mu daří být před vyšetřovateli o krok napřed. Záhy však L tento krok zjistí, čímž se mu značně zúží okruh podezřelých...

### Zápisník smrti a jeho funkce
Zápisník smrti může zabít všechny lidi, jejichž jméno je do něj napsáno a jejichž podobu si pisatel v momentě psaní představuje. Všechny Zápisníky smrti se řídí stejnými pravidly. 
Psaná pravidla
Rjúk napsal pět základních pravidel o moci zápisníku. Napsal pravidla v angličtině, protože věděl, že mu rozumí nejvíce smrtelníků. Tato pravidla jsou následující:
- Člověk, jehož jméno je napsáno do zápisníku, zemře.
- Nestane se tak, pokud pisatel nevidí v duchu tvář dané osoby. Osobám stejného jména se nic nestane.
- Pokud bude do 40 sekund napsána příčina smrti, dojde k tomu.
- Když se tak nestane, osoba zemře na selhání srdce.
- Po napsání příčiny smrti musí být všechny detaily zapsány do 6 minut a 40 sekund.

#### Falešná pravidla
Tato pravidla připsal do Rjúk zápisníku, který patřil původně Rem, na základě Lightovy iniciativy a za 1 jablko aby se Light očistil od podezření, že je Kira a aby později zabránil zničení zápisníku policejním sborem.
- Pokud osoba, která zápisník použila nenapíše další jméno alespoň jednou za 13 po sobě jdoucích dnů, daný uživatel sám zemře.
- Pokud bude zápisník znehodnocen roztrháním nebo spálením, všichni kteří se do té doby zápisníku jen dotkli, zemřou.

### Nepsaná pravidla
Tato pravidla se Lightovi podařilo zjistit na základě experimentů se zločinci a na základě experimentů firmy Yotsuba. Jsou zde zahrnuty schopnosti bohů smrti. 
- Je jedno, čím se do zápisníku píše, dokud je pravé jméno dané osoby napsáno čitelně. Přezdívky v zápisníku nefungují.
- Vytržené stránky zápisníku neztrácejí schopnost zápisníku.
- Podmínky smrti nebudou dodrženy, pokud se jedná o takové podmínky, které je fyzicky nemožné dodržet nebo má daná osoba vykonat něco co sama neví nebo neumí, v takovém případě je chování oběti nepředvídatelné.
- Oběti zápisníku nelze nařídit zabití pomocí zápisníku.
- Je možné vzdát se zápisníku smrti, v takovém případě ztratí uživatel všechny vzpomínky na zápisník a znovu jich nabude pouze pokud se onoho zápisníku znovu dotkne, pokud si jej mezi tím přivlastnil jiný majitel tak vzpomínky se znovu vytratí pokud se jej první majitel přestane dotýkat, v takovém případě se musí současný majitel buď zápisníku vzdát nebo musí být zápisníkem zabit. Pokud vlastní majitel dva zápisníky, jednoho se vzdá a druhý mu zůstane; tak zůstanou vzpomínky netknuty.
- Až přijde jejich čas, všichni co kdykoli použili zápisník smrti, zemřou rukou Boha Smrti, kterému zápisník původně patřil a jejich jméno skončí v jeho Zápisníku smrti.
- Shinigami mohou vidět jen ti, co se dotknuli zápisníku.
- Lidé, kteří přijali „Nabídku o očích“, nemohou rozluštit délku života jiných lidí vyjádřeném v Shinigami čase a vůbec nevidí délku života jiných uživatelů zápisníku nebo bohů smrti.
- Poté co uživatel zápisníku zemře, neskončí ani v nebi ani v pekle. Toto platí i pro ty, kteří se svého zápisníku vzdali. V anime je naznačeno, že z mrtvého vlastníka zápisníku se stane další smrtonoš, když je ve filmovém zpracování Death Note: Relight Rjůk ve světě smrtonošů navštíven dalším smrtonošem, který je až podezřele podobný Lightovi. V manze se ke konci ukáže, že si Rjůk s nebem a peklem dělal legraci, protože si myslel, že v to smrtelníci věří, ale ve skutečnosti čeká všechny smrtelníky jen „mu“ (無 - japonský význam pro „nic“ nebo „nicotu“).
- Šinigami může létat za pomocí křídel a přesouvat se mezi podsvětím a reálným světem, pokud se v reálném světě nachází jeho zápisník.
- Majitel zápisníku může uzavřít s bohem smrti dohodu, kdy šinigami propůjčí smrtelníkovi své oči, majitel zápisníku však přijde o polovinu svého života.
- Šinigami musí zůstat na zemi, dokud se zde nachází i jeho zápisník smrti.

## Postavy

### Hlavní postavy
- Light Yagami (japonsky 夜神 月, Yagami Raito) — Light je vysoce nadprůměrně inteligentní, oblíbený a atleticky založený (na začátku příběhu sedmnáctiletý) student. Poté, co najde Zápisník smrti, který v lidském světě pohodil šinigami Rjúk, se rozhodne využít zápisníku k očištění světa od zla. Jeho cílem je vytvořit svět bez zločinu, jemuž on sám bude bohem. Před objevením zápisníku se chtěl stát policistou.

- Rjúk je šinigami (bůh smrti), který úmyslně upustil ve světě lidí svůj zápisník. Má rád jablka.

- L (japonsky エル, Eru) — Detektiv L spolupracuje s policií na Kirově případu. On sám je největším Lightovým nepřítelem, neboť nejenže je snad ještě inteligentnější, ale stejně jako Light nerad prohrává. Má brilantní dedukční schopnosti, ale také mnoho výstředností, jakými jsou například jeho podivný způsob sezení, neustálá chuť na sladké a držení předmětů zvláštním způsobem. Často při vyšetřování používá drastické strategie, neboť jedná dokonale oproštěn od emocí. Při několika příležitostech se veřejně zmíní o svých slabinách. Neváhá vsadit i svůj vlastní život pro dosažení svých cílů.

- Misa Amane (japonsky 弥 海砂, Amane Misa) — Misa je populární idol a držitelka druhého Zápisníku smrti. Je naivní a dětinská, přestože její biologický věk je mnohem vyšší, než se zdá. Obdivuje Kiru, protože zabil vraha jejích rodičů, a poté, co zjistí Kirovu totožnost, se do něj okamžitě bláznivě zamiluje. Light ji však pouze využívá pro své plány, protože Misa má kromě Zápisníku smrti i šinigamiho oči, s nimiž je schopna vidět jméno a věk každé osoby, na kterou se podívá, ale později ji začne mít rád a chtěl s ní společně žít v novém světě.

### Vedlejší postavy
- Watari — Záhadný prostředník pro L. Z počátku příběhu jediný, kdo může L kontaktovat přímo. Kromě toho jej finančně zajišťuje. Před začátkem příběhu vlastnil v Anglii sirotčinec pro nadané děti.

- Mello (japonsky メロ, Mero) — Mello je sirotek, který spolu s Nearem vyrůstal ve Watariho sirotčinci pro nadané děti. Stejně jako Near je i Mello jedním z kandidátů na nástupce L. Podobně jako L má slabost pro sladkosti, především čokoládu. Přestože je Mello taktéž vysoce inteligentní, jeho emoce ho často dokážou velmi rozrušit.

- Near (japonsky ニア, Nia) — Near je první kandidát na nástupce L. Má i spoustu vlastností jako L. Například si často hraje s kostkami nebo se svými vlasy a hračkami. Také sedí neobvyklým způsobem, který se podobá L, avšak s nepatrným rozdílem. Near získá podporu vlády Spojených států a vytvoří speciální skupinu pro boj s Kirou (zkráceně SPK).
- Sóičiró Yagami (夜神 総一郎, Yagami Souichirou) — vrchní vyšetřovatel a otec Lighta. Jeho syn k němu vzhlíží a chtěl se po stát policistou jako on. Díky své vysoké policejní funkci se zapojil do vyšetřování Kirova případu, čehož Kira (Light) několikrát využil.

## Zpracování

### Manga
Manga Death Note byla vydávána v japonském časopise Šúkan šónen Jump od prosince 2003. Série skončila se 108 kapitolami. Nakladatelstvím Šúeiša v Japonsku bylo vydáno 12 svazků mangy formátu tankóbon, přičemž úvodní svazek byl vydán 10. dubna 2004. Poslední - dvanáctý - svazek byl vydán 4. července 2006.
V Česku mangu vydává od 10. srpna 2011 nakladatelství CREW, které k 29. lednu 2015 vydalo všech dvanáct svazků.

### Filmy

#### Death Note
Dorama byla natočena v roce 2006. Dorama je rozdělena na dva díly – oba dva režíroval Šusuke Kaneko v produkci Nippon Television. V Japonsku byla premiéra 17. 6. 2006.
Děj se od anime v této části moc neliší. Opět popisuje život Lighta Jagamiho, který nalezne Zápisník smrti a zabíjí neodsouzené (později i odsouzené) zločince. První část má něco málo přes 2  hodiny.

#### L: Change the World
L: Change the World je film, který je volným pokračováním série Death Note. Hlavní postavou je detektiv L. Film pojednává o skupině lidí zastávajících názor, že svět doznává hrozných ekologických změn v důsledku přelidnění, a tak se rozhodne vymýtit ze světa plno lidí. Chtějí do světa vypustit vir, který zabije plno lidí v přelidněných oblastech. L zůstává po boji s Kirou již jen 23 dní života a ty hodlá využít k boji se zlem. Když se L dozví o případu toho viru, tak se do něj okamžitě pouští. L je stejný jako všude a to shrbený, bere věci do rukou jen dvěma prsty a píše typicky na klávesnici počítače. L doprovází malý chlapec (matematický génius), kterého nalezl L-ův přítel F a ještě mladá dívka, která má částečnou imunitu vůči smrtícímu viru.